# Siergiej Aksakow (pisarz)
Siergiej Timofiejewicz Aksakow (ros. Серге́й Тимофе́евич Акса́ков; ur. 1 października 1791 w Ufie, zm. 12 maja 1859 w Moskwie) – rosyjski ziemianin, myśliwy, prozaik oraz tłumacz literatury starogreckiej i francuskiej na język rosyjski. Ojciec poety i publicysty Iwana Aksakowa oraz pisarza Konstantina Aksakowa; obaj byli słowianofilami.
Był twórcą prozatorskich cyklów myśliwskich (m.in. Zapiski rużejnogo ochotnika Orienburgskoj guberni, 1852). Był też autorem dwóch autobiograficznych powieści Kronika rodzinna (Семейная хроника, 1856) oraz Lata dziecięce Bagrowa-wnuka (Детские годы Багрова-внука, 1858). Obie te powieści były tłumaczone na język polski i wydane w Polsce w 1953 roku. Stanowią kronikę rosyjskiego ziemiaństwa końca XVIII wieku.
Spoczywa pochowany na Cmentarzu Nowodziewiczym w Moskwie.